# Mashona Washington
Mashona Washington (* 31. Mai 1976 in Flint, Michigan) ist eine ehemalige US-amerikanische Tennisspielerin.

## Karriere
Im Alter von vier Jahren begann Mashona Washington, zunächst unter Anleitung ihres Vaters William, mit dem Tennissport. Sie ist das jüngste von fünf Kindern, ihr Bruder MaliVai Washington war ebenfalls Tennisprofi.
Ihr Profidebüt gab sie im Januar 1995, trainiert wurde sie nun von Lillian Rios. 2001 gewann sie das ITF-Turnier in Albuquerque, 2002 dann ihr erstes Match bei einem Grand-Slam-Turnier, als sie in der ersten Runde der US Open die Spanierin Gala León García bezwang; anschließend unterlag sie Kim Clijsters.
2004 besiegte sie die Weltklassespielerin Maria Scharapowa mit 6:3, 2:6 und 6:2. Zudem stand sie bei den Japan Open erstmals im Endspiel eines WTA-Turniers, in dem sie diesmal gegen Scharapowa den Kürzeren zog. Im selben Jahr erreichte sie mit Rang 50 ihre beste Platzierung in der Weltrangliste im Einzel. 2005 gelang ihr mit dem Erreichen der dritten Runde in Wimbledon ihr bestes Abschneiden bei einem Grand-Slam-Turnier; sie verlor die Partie gegen Jelena Dementjewa mit 5:7 und 1:6. 
In der Begegnung des US-amerikanischen Fed-Cup-Teams in Belgien im Juli 2006 erlitt sie eine Knieverletzung, die sie über ein Jahr lang außer Gefecht setzte. Im Mai 2008 gewann sie das mit 50.000 US-Dollar dotierte Turnier in Carson (Kalifornien) und sicherte sich damit den dritten USTA-Pro-Circuit-Titel ihrer Karriere.
Ihren letzten Auftritt im Profitennis hatte sie im November 2011 bei einem ITF-Turnier in Phoenix, Arizona. 